# Piràmide de La Danta
La Gran Piràmide de La Danta, coneguda també com la Gran Piràmide de Guatemala o la Gran Piràmide de Petén, és una obra arquitectònica del Període Preclássic mesoamericà corresponent a la civilització Maia. És la piràmide més alta descoberta a Mesoamèrica. Es troba en El Mirador, en el departament de Petén, Guatemala. Es creu que els inicis d'aquesta construcció poden remuntar-se al 300 a. C. La paraula "danta" significa tapir: l'animal més gros que poblava la selva.
Com tota l'antiga ciutat, aquesta enorme estructura jau amagada a la selva.
Es calcula que el volum total de la construcció ronda els 2800,000 m³, superant per 200.000 m³ la Gran Piràmide de Kheops a Guiza, Egipte, cal assenyalar que aquesta piràmide (juntament amb altres dues adjacents) està construïda sobre una plataforma també piramidal, formant una mena d'enorme acròpolis. Les dimensions arquitectòniques sostenen 19 grans estructures i multitud de petits edificis aconseguint una altura total de 170 m. No obstant això, es desconeix si l'estructura es va construir en pla o aprofitant algun turó natural; un costum comú en altres piràmides mesoamericanes. Per altura és la piràmide més alta d'Amèrica, superant el Temple de la Serp Bicèfala a Tikal (Guatemala), de 64 metres.
L'investigador Richard D. Hansen, el director del grup d'estudi arqueològic del Mirador, afirma que la ciutat de El Mirador, on actualment hi ha la gegantina edificació, va ser la capital del mític Regne de Kan (Regne de la Serp)

## Descripció

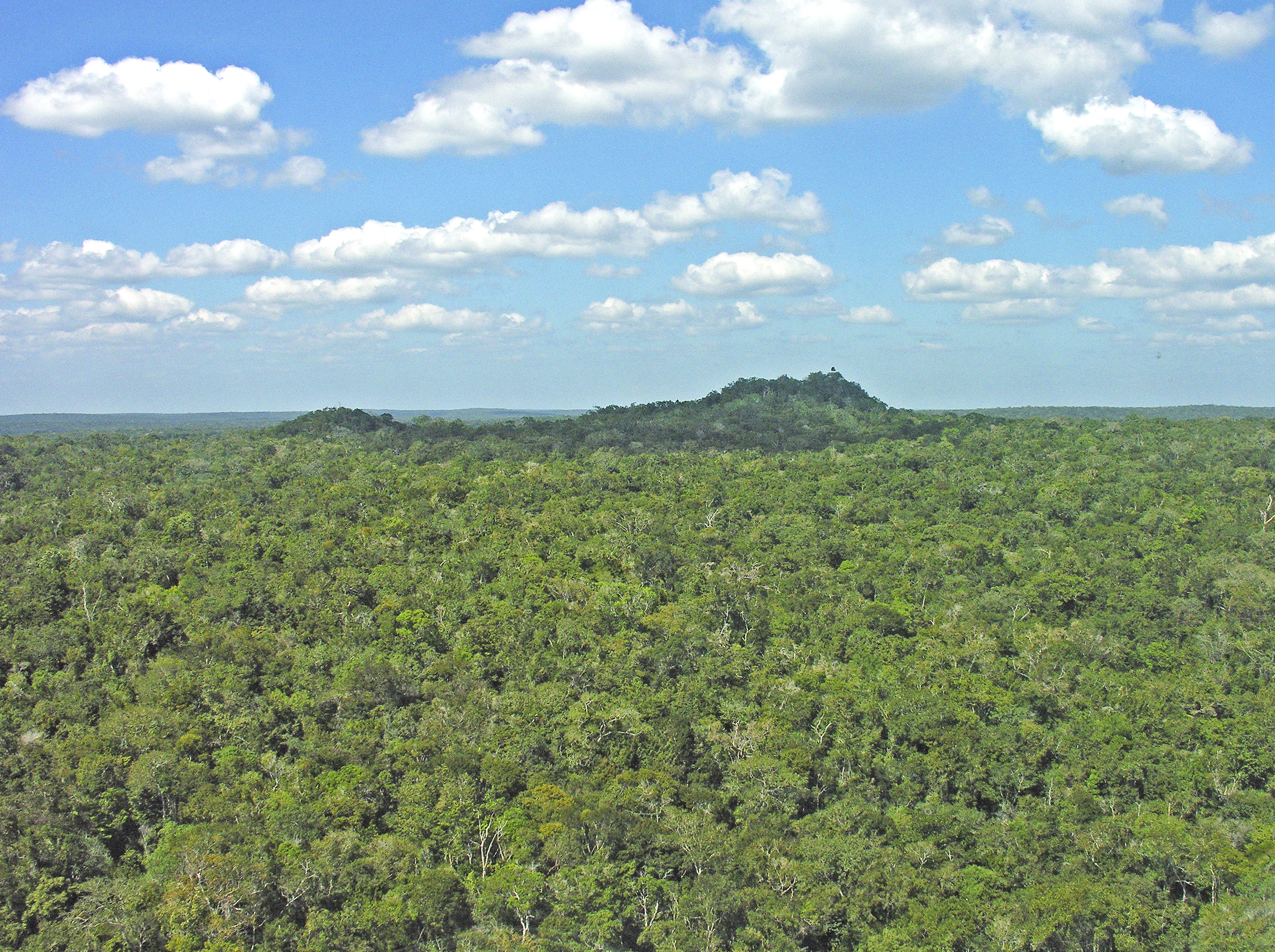
Complex de La Danta el 2010.

La construcció està composta de tres plataformes, la més gran les quals mesura de 330 x 200 m, sobre la qual s'eleven un seguit de construccions piramidals que en el seu punt més alt arriben als 76 m d'alçada. va ser habitada per membres de famílies principals, ja que compta amb una sèrie d'instal·lacions administratives, habitacionals, cerimonials i fins i tot militars, encara que amb orientació religiosa.